# Pepita Turina
Josefa Alvina Turina Turina (1909. – 1986.) zvana kraće Josefa Turina je čileanska književnica hrvatskog podrijetla. Pisala je eseje, književne rasrrave, priče i romane.
Zajedno s Zlatkom Brnčićem pokrenula je Eksperimentalno kazalište.

## Vanjske poveznice
- Pepita Turina
- Croatia.ch  Arhivirana inačica izvorne stranice od 11. rujna 2013. (Wayback Machine) Pepita Turina, čileanska književnica hrvatskoga podrijetla
- (špa.) Pepita Turina, Memoria chilena
- Ivica Radić: Iz Čilea stižu pjesme s našim korijenima, Slobodna Dalmacija, 15. rujna 2014.